# Charles Louis Lepreux
Charles Jules Louis Lepreux, né le 7 février 1856 à Valenciennes et mort le 10 octobre 1930, est un administrateur colonial français.

## Biographie
Après avoir servi au sein du Commissariat de la marine de 1875 à 1891 et fait campagne outre-mer, il intègre l'administration coloniale en qualité d'inspecteur des colonies. Il est promu secrétaire général du gouvernement de Madagascar en 1899. 
Il exerce les responsabilités de gouverneur général par intérim de Madagascar du 11 mai 1905 à décembre 1905, avant d'officier en qualité de gouverneur de la Martinique du 10 mars 1906 à juillet 1908.
Le gouverneur Lepreux est fait officier de la Légion d'honneur en 1903.